# Сражение при Кандагаре
Сражение при Кандагаре (англ. Battle of Kandahar) — последнее крупное сражение Второй англо-афганской войны, которое произошло 1 сентября 1880 года около города Кандагар и завершилось разгромом афганской армии Аюб-хана. Афганская армия подошла к Кандагару в июле 1880 года, разбила бригаду генерала Берроуза в сражении при Майванде, и через несколько дней осадила Кандагар, в который отступили остатки бригады Берроуза. Британское командование отправило на помощь Кандагару дивизию из Кабула под командованием генерала Робертса. При приближении отряда Робертса афганская армия отступила от Кандагара и заняла позицию на горных перевалах. 1 сентября Робертс атаковал левый фланг армии противника, выбил афганцев из двух селений и обошёл горный хребет, выйдя к основному лагерю Аюб-хана. Регулярная афганская армия сразу покинула поле боя, а иррегулярное ополчение было быстро обращено в бегство британцами. Неудачное размещение кавалерии не позволило Робертсу организовать преследование.

## Предыстория
В 1879 году после убийства посла Каваньяри британская армия вошла в Кабул и эмир Якуб-хан сложил с себя полномочия. Британцы передали титул эмира Абдур-Рахману. Афганистан был разделён на три провинции (Кабул, Герат и Кандагар), а правителем провинции Кандагар стал Шер-Али-Хан. В марте 1880 года части Бенгальской армии ушли из Кандагара в Кабул, а в Кандагар пришли части Бомбейской армии под командованием генерал-лейтенанта Примроуза. Вскоре стало известно, что Аюб-хан, брат Якуб-хана, собрал армию и намеревается захватить Кандагар. В мае Шер-Али попросил британское командование выдвинуть бригаду в Гиришк, чтобы не дать Аюб-хану перейти реку Гильменд. После некоторых колебаний британское командование дало согласие, и к Гиришку была отправлена бригада генерала Берроуза. Она прибыла 11 июля, а 27 июля Берроуз выступил на перехват армии Аюб-хана и был разбит в сражении при Майванде, потеряв около 1000 человек (строевых).
28 июля в 14:30 остатки бригады Берроуза отступили в цитадель Кандагара. Город уже с утра готовился к обороне. Генерал Примроуз сразу понял, что не сможет удержать кантонменты вокруг Кандагара, а цитадель города почти не пригодна для обороны и имеет всего один колодец, поэтому ему оставалось только держать оборону на городских стенах. Эти стены были местами повреждены, но всё же имели высоту около 10 метров. Командование обороной было поручено генералу Бруку, который постарался ввезти внутрь периметра городских стен все склады армейского имущества, но успел переместить только часть. В 18:15 Брук отступил за стены, а афганцы бросились уничтожать всё, что осталось вне крепости. Началась осада Кандагара.

### Осада Кандагара
В момент начала осады в распоряжении генерала Примроуза имелось 97 офицеров и 4533 рядовых. Из них 438 были непригодны к службе по болезни, поэтому полностью боеспособных (за вычетом кавалеристов) было 3243 человека. Эти силы надо было разместить в цитадели и по крепостной стене периметром 6165 метров. 3 августа (в день рождения генерала Брука) Примроуз разместил войска следующим образом:
- Южная стена (1300 метров): 400 человек (командующий — генерал Генри Брук).
- Западная стена (1987 метров): 500 человек (командующий — генерал Джордж Берроуз).
- Северная стена (1178 метров): 400 человек (командующий — генерал Джеймс Примроуз).
- Восточная стена (1700 метров): 500 человек (командующий — генерал Томас Наттал).
- 200 человек в центре крепости на рынке в виде мобильного резерва.
- Все остальные (в основном остатки 1-го и 30-го Бомбейских полков[10]) размещены в цитадели, где находились раненые и запасы продовольствия и боеприпасов.

Три 40-фунтовых орудия и восемь 9-фунтовых были распределены по стенам, и ещё одно 40-фунтовое и две гаубицы были размещены в цитадели. По углам крепости были размещены сигнальные станции. Ещё одна была на рынке и одна в цитадели при штабе гарнизона. Было обеспечено свободное перемещение по стенам и вдоль стен, а деревянные ворота были покрыты металлом, чтобы афганцы не подожгли их, как это было в 1842 году.
Шер-Али посоветовал выселить за стены всё население города. Сент-Джон, британский резидент, был против этой меры, но генерал Брук поддержал мнение Шер-Али и тем убедил Примроуза. 29 июля был объявлен первый приказ о выселении, а 3 августа второй приказ, неисполнение которого каралось смертной казнью. Всего было выселено около 15 000 человек. Теперь в городе, помимо военных, оставалось ещё 4000 нестроевых лиц, и в целом воды и продовольствия хватало, но фуража для скота имелось всего на 13 дней. В крепости находились 1244 лошади, 373 вола для артиллерийских упряжек и 1826 тягловых животных, половину из которых составляли верблюды.
После сражения при Майванде афганской армии потребовалось много времени, чтобы похоронить убитых и поделить добычу, поэтому только 5 августа авангарды Аюб-хана подошли к городу с восточной и южной стороны. Основной лагерь был размещён на руинах Старого Кандагара, и здесь же Аюб-хан стал концентрировать свою армию.
13 августа афганцы заняли село Дех-Квайя к востоку от Кандагара и, по некоторым признакам, стали готовиться к штурму. 14 августа в Дех-Квайя пришёл ещё один отряд в 500 человек регулярной афганской армии. Инженеры предложили Примроузу сделать вылазку. По их плану, три пехотных полка должны были внезапно, без артподготовки, выйти в северные ворота, захватить село Хайрабад, повернуть на юг, обстрелять из полевых орудий село Дех-Квайя, ворваться в него, захватить афганские орудия, разрушить несколько стен и, выйдя из посёлка, вернуться в Кандагар через Кабульские (восточные) ворота. Примроуз согласился с этим планом, но против него высказался генерал Брук. Примроуз собрал военный совет, объявил о подготовке вылазки и о том, что командиром отряда будет генерал Брук. Брук предложил свой план: выйти небольшим отрядом через Кабульские ворота и атаковать Дех-Квайя в лоб. Он же настоял на предварительном часовом артобстреле.
Для вылазки были выделены три кавалерийских отряда по 100 человек, 4 роты (300 чел.) 7-го фузилерского полка, 4 роты 19-го бомбейского пехотного и 4 роты 28-го (сапёрного) бомбейского полков. Итого 300 сабель кавалерии и 900 штыков пехоты. Брук разделил пехоту на три части: колонны Дабни, Ниммо и Хеткота. Перед рассветом 16-го августа начался артобстрел. Огонь вели: одна 40-фунтовая пушка, три 9-фунтовые и две 8-дюймовые мортиры. Командир орудий, майор Крейг, высказывался против обстрела, и оказался прав: канонада разбудила всю округу, и отряды гази начали двигаться к Дех-Квайя с юга. Британский отряд вышел из Кабульских ворот, разделился на две колонны, прошёл 1000 метров до селения Дех-Квайя и в 5:30 вошёл в него с юга и с запада. Третья колонна шла последней, в качестве резерва, но попала под обстрел, во время которого погиб полковник Малколмсон. В это время кавалерия под командованием Геогана отражала атаки афганцев, которые пытались пробиться в посёлок.
Две британские колонны сумели пробиться сквозь Дех-Квайя, но оказались в сложном положении: массы афганских гази у Хайрабада не позволяли вернуться в Кандагар через северные ворота, а афганцы в самом Дех-Квайя осложняли возврат к Кабульским воротам. Брук запросил у Примроуза боеприпасов и сообщил, что его позиция безнадёжна. Примроуз, шокированный этими новостями, приказал немедленно отступать. Ему предложили отправить небольшой отряд на помощь отступающим, но он отказал, сказав, что жертв уже и так достаточно. Брук вывел остатки отряда на юг из Дех-Квайя, где ему пришлось с боем прорываться сквозь ряды противника. Афганцы были отброшены, но Брук приказал остановиться и подождать, пока их нагонит тяжело раненый капитан Крюйкшанк, но афганцы воспользовались паузой и снова атаковали. Атака была отбита, но в этот момент погиб генерал Брук. Отряд медленно отступил к Кабульским воротам, не имея возможности даже подбирать раненых. Несмотря на запрет помогать отступающим, некоторые офицеры вышли из-за стен и прикрыли отступление по личной инициативе. В 7:30 вылазка была завершена.
Из 1200 участников вылазки 106 человек было убито и 118 ранено. 7-й фузилерский полк потерял 24 убитыми и 30 ранеными, 19-й бомбейский 20 убитыми и 25 ранеными, 28-й бомбейский 30 убитыми (в их числе подполковника Ньюпорта) и 22 ранеными. Всего из строя выбыло 69 британцев и 139 индусов. Кавалерия потеряла 37 лошадей убитыми и 35 ранеными. Впоследствии лейтенант Чейз и рядовой Эшфорд были награждены Крестом Виктории. Однако, вылазка произвела сильное впечатление на афганцев, которые перестали чувствовать себя в безопасности. Они покинули Хайрабад, а некоторые племена вообще ушли из-под Кандагара. Ещё два дня и две ночи афганцы не спали, ожидая повторной атаки. Они прекратили все попытки приближаться к стенам и лишь изредка обстреливали город. Аюб-хан уже испытывал проблемы со снабжением своей армии и был готов снять осаду, но жители округи, опасаясь мести англичан, уговорили его продолжать.

### Марш Робертса
В конце июля 1880 года генерал-лейтенант Дональд Стюарт готовился вывести армию из Кабула в Индию. Он успешно отправил обоз с больными и ранеными, несколько батарей артиллерии и множество снаряжения и боеприпасов. 27 июля он записал в дневнике, что всё уже готово для того, чтобы начать марш основной армии 10 августа. 28 июля он получил по телеграфу сообщение о неудаче под Майвандом, а чуть позже ему сообщили, что оптимальный способ спасти Кандагар — это перебросить туда армию из Кабула. Стюарт решил взять на себя организацию эвакуации, а операцию по снятию осады Кандагара поручил генерал-лейтенанту (повышен до этого звания с 11 ноября 1879 года) Фредерику Робертсу. Тот сформировал дивизию из 4-х бригад, полностью отказавшись от артиллерии, поскольку британские горные орудия сильно уступали афганским тяжёлым пушкам. Он так же отказался от колёсного транспорта.
Колонна Робертса состояла из бригад под командованием Герберта Макферсона, Томаса Бейкера, Чарльза Макгрегора, Хью Гоф. В колонне было 274 английских офицера, 2562 англичан-рядовых, 7151 индусов, 7820 нестроевых участников и 18 орудий (итого 9987 строевых). Для транспортировки припасов использовалось 8255 пони, мулов и ослов. Было взято хлеба и муки на 5 дней, овощей на 15 дней, чая и сахара на 30 дней. Патронов взято по 200 на человека, а снарядов разных типов 540. На всю подготовку марша ушла примерно неделя.
8 августа колонна Робертса начала марш на Кандагар. За первые 8 дней колонна прошла до Газни через Бен-и-Хиссар — Зайдабад — Зарган-Шахр — Амир-Килла — Такия — Шашгао. В среднем колонна проходила 12.7 миль (20.4 км.) в сутки. Каждый день марш начинался в 04:30 или ранее. Два кавалерийских полка шли в авангарде, тщательно проверяя местность. Потом шла пехота, потом обоз, а в арьергарде два полка кавалерии. На 6-й день колонна прошла трудный перевал Замбурак — самое сложное препятствие на пути в Газни — и спустилась в плодородную долину Чиназ, где росли в изобилии виноград и дыни и где было много источников хорошей воды. 15 августа в 9:30 авангарды Робертса вошли в Газни.
В Газни Робертс не получил никаких новостей о ситуации в Кандгаре, поэтому без пауз продолжил марш. Второй переход, до Калата был пройден за 8 дней, в среднем по 16 миль (25.7 км.) в сутки. Местность за Газни была пустынной, жаркой, песчаные бури задерживали марш. 17 августа колонна прошла поле боя при Ахмед-Хель. Здесь, ближе к Кандагару, вся местность была опустошена, селения разрушены, фруктовые деревья вырублены. В Часма-и-Панджак Робертс получил первые известия: он узнал, что вокруг Калата всё спокойно, и что Примроуз совершил вылазку из Кандагара с большими потерями. 23 августа колонна пришла в Калат-и-Гильзаи, где Робертс узнал, что гарнизону Кандагара пока ничего не угрожает, поэтому дал людям сутки отдыха. Небольшой британский гарнизон Калата был присоединён к колонне, а власть в городе Робертс передал местному гильзайскому вождю Махомеду-Садик-Хану. 25 августа Робертс выступил в финальный марш к Кандагару.

## Подготовка
От Калата до Кандагара войскам Робертса надо было пройти 86 миль (138 км), и он разделил этот путь на 6 переходов, примерно по 14 миль (22,5 км) в сутки. На второй день марша, в Тирандазе, он узнал, что Аюб-хан отступил от Кандагара, поэтому Робертс отправил два кавалерийских полка в Робат с поручением установить связь с Кандагаром. 28 августа этот отряд прибыл на место и установил сигнальную связь с городом, а в тот же вечер прибыли первые гонцы из города, которые принесли подробные известия о ситуации в Кандагаре. 29 августа пришло письмо от Аюб-хана, в котором он утверждал, что его помимо воли втянули в сражение при Майванде, и он желал бы наладить дружественные отношения с англичанами. 31 августа колонна подошла к Шикапурским воротам Кандагара, где генерал Примроуз в 14:30 устроил им завтрак. Прибытие колонны породило некоторый хаос и неразбериху в Кандагаре, из-за чего у Робертса сложилось мнение о недисциплинированности гарнизона, и он изложил его потом в своей автобиографии.
В 10:00 того же дня 1-я и 2-я бригада захватили высоты около Кандагара и высоту над Старым Кандагаром, что дало британцам доступ к воде и позволило им занять удобную позицию для атаки противника. Армия Аюб-хана пряталась за холмами и её расположение было неясно, поэтому Робертс отправил на рекогносцировку несколько кавалерийских подразделений под командованием генерала Генри Гоф. Отряд вышел к селу Гандиган, откуда вскоре заметил укреплённое селение Пир-Паймал, где закрепилась армия Аюб-хана. Британская артиллерия сделала несколько выстрелов по посёлку, чтобы оценить дистанцию, а потом стала отходить, что спровоцировало наступление больших масс афганской армии. Робертс решил начинать сражение как можно быстрее и велел офицерам собраться на военный совет в 6 часов утра 1 сентября.
Отступив от Кандагара, Аюб-хан разместил свою армию за хребтом Паймал, который тянулся с северо-востока на юго-запад вдоль реки Аграндаб. Через этот хребет было два прохода: проход Баба-Вали в 2,5 милях от Кандагара (проходимый для пехоты и артиллерии) и проход Мурча в трёх милях севернее (непроходимый для артиллерии). Главный лагерь афганской армии находился у селения Мазра примерно посередине между двумя проходами. В распоряжении Аюб-хана имелось 800 регулярной кавалерии, 3000 иррегулярной кавалерии, 4000 регулярной пехоты и 5000 ополченцев-гази, итого 12 800 человек. Британская же армия насчитывала 2103 сабли и 8837 штыков, итого 10 940, немного меньше, чем у Аюб-хана.
Ключом к афганской позиции был проход Баба-Вали, но он был так хорошо укреплён, что мог быть взят только ценой больших потерь, поэтому Робертс решил атаковать правый фланг противника и гнать его с юго-запада на север в направление лагеря, тем самым отрезая ему путь отступления в Герат. Штурм афганской позиции был поручен Бенгальской дивизии генерал-майора Джона Росса. 1-я и 2-я бригады должны были идти в первой линии, а 3-я бригада идти за ними в качестве резерва. Двум бригадам Примроуза было велено изображать угрозу проходу Баба-Вали.
Кавалерийская бригада была размещена за селением Сарпуза, чтобы угрожать тылу афганской армии, а в нужный момент отрезать противника от реки Аграндаб.
«Рекогносцировка показала, что вполне осуществимо атаковать правый фланг афганцев и выйти в тыл хребта Баба-Вали, — писал впоследствии Робертс, — поэтому я решил атаковать на следующее же утро. Они были слишком близко, и откладывать было рискованно. Кроме того, я знал, что отступление отряда Гофа может быть понято как поражение, и если мы не начнём наступать, то враг решит, что мы боимся взять инициативу и станет слишком решительным».
На 1 сентября 1880 года Бенгальская дивизия имела следующий состав:
- 1-я пехотная бригада бригадного генерала Герберта Макферсона (6 орудий, 1815 штыков)
  - 92-й пехотный полк (Гордонские горцы)[англ.]
  - 2-й гуркхский пехотный полк[англ.]
  - 23-й (Пенджабский) бенгальский сапёрный пехотный полк[англ.]
  - 24-й (Пенджабский) бенгальский пехотный полк[англ.]
  - Батарея горной артиллерии
- 2-я пехотная бригада бригадного генерала Томаса Бейкера[англ.] (6 орудий, 2506 штыков)
  - 72-й собственный герцога Олбани пехотный полк горцев[англ.]
  - 2-й сикхский пехотный полк[англ.]
  - 3-й сикхский пехотный полк[англ.]
  - 5-й гуркхский стрелковый полк[англ.]
  - 29-й собственный герцога Коннаутского бомбейский туземный пехотный полк[англ.]
  - Батарея горной артиллерии.
- 3-я пехотная бригада бригадного генерала Чарльза Макгрегора (6 орудий, 1894 штыков)
  - 2-й батальон 60-го пехотного полка[англ.]
  - 4-й гуркхский стрелковый полк
  - 15-й бенгальский туземный пехотный полк (Лудхианские сикхи)[англ.]
  - 25-й (Пенджабский) бенгальский туземный пехотный полк[англ.]
  - Батарея горной артиллерии
- Кавалерийская бригада бригадного генерала Хью Гофа (4 орудия, 1378 сабель и пик)
  - Батарея конной артиллерии
  - 9-й уланский полк
  - 3-й бенгальский кавалерийский полк[англ.]
  - 3-й пенджабский кавалерийский полк[англ.]
  - Кавалерийский полк центральной Индии[англ.]

## Сражение
Британская рекогносцировка 31 августа навела Аюб-хана на мысль, что противник собирается атаковать его правый фланг, поэтому он предпринял контрмеры: в ночь на 1 сентября он занял крупными силами селения Ганди-Мулла-Сихакбад и Гундиган, которые находились прямо на пути наступления британской армии, совсем близко от позиций противника.
1 сентября британская армия начала завтрак в 6:00, Робертс в то же время изложил командирам план сражения, а в 8:00 передовые бригады заняли позиции для наступления. Робертс, который в те дни плохо себя чувствовал, разместил свой штаб на высоте Карез-Хилл, откуда хорошо просматривался проход Баба-Вали. Перед фронтом бригад Макферсона и Бейкера афганцы рано начали стрельбу, но настоящее сражение началось только в 09:00, когда открыли огонь британские 40-фунтовые орудия. Одновременно полевая артиллерия обстреляла село Ганди-Мулла-Сихакбад и Гундиган. Чуть позже Росс приказал Макферсону наступать на Ганди-Мулла-Сихакбад, захватить его, и зачистить строения между селом и горами Паймал. Бейкеру было приказано держаться левее, выбить противника из садов перед Гундиганом и затем из самого Гундигана.
2-й гуркхский полк полковника Бэтти первым ворвался в Ганди-Мулла-Сихакбад, но встретил ожесточённое сопротивление афганцев и был отброшен назад. На помощь пришёл 92-й полк горцев полковника Паркера, и оба полка пошли в штыковую атаку. Село было взято, хотя афганцы отчаянно сопротивлялись и держались за каждое здание. Одновременно бригада Бейкера атаковала Гундиган, где встретила столь же упорное сопротивление. Основная нагрузка здесь пришлась на 2-й сикхский полк полковника Босвелла и 72-й пехотный полк полковника Браунлоу. Обоим полкам приходилось время от времени примыкать штыки, отражая контратаки афганцев. Гундиган был взят, хотя при этом погиб полковник Браунлоу.
Выбитые из селений, афганцы организованно отступили к селению Паймал, а две британские бригады продолжили наступление, войдя в долину реки Аграндаб, где стали разворачиваться вправо. Бригада Макферсона первой подошла к Паймалу, попала под обстрел, но уверенно атаковала село: всё те же 2-й гуркхский и 92-й полк горцев атаковали его с фронта и фланга и взяли. Афганцы отступили в свой укреплённый лагерь, а их артиллерия в Баба-Вали развернулась, чтобы вести огонь по наступающему противнику с фланга. Взятие Паймала означало, что афганцы уже никак не смогут атаковать Кандагар, поэтому Робертс направил бригаду Макгрегора на помощь первым двум и лично присоединился к бригаде, рассчитывая встретить генерала Росса в Паймале. Но Росс не стал дожидаться подкрепления в Паймале, а сразу начал наступать на афганский лагерь. Бригада Макферсона оказалась под огнём с фронта и с фланга (с прохода Баба-Вали), поэтому майор Уайт, который командовал передовыми ротами 92-го, предложил покончить со всем делом одной решительной атакой и 92-й полк, при поддержке двух рот гуркхов, примкнул штыки и бросился на лагерь. Им удалось ворваться в траншеи в центре афганской позиции. В это время на левом фланге отряд 3-го сикхского полка атаковал ополченцев, которые бежали, бросив орудия. Этот бой стал последним, поскольку регулярная армия ещё ранее, когда британцы огибали хребет, отступила за Аграндаб, бросив на позиции всю артиллерию и ополченцев-гази.
Росс не заметил отступления противника, поэтому решил, что афганцы отошли на запасную позицию и там продолжат сопротивление. Поэтому он велел бригадам остановиться, пополнить боеприпасы, и послал капитана Страттона в проход Баба-Вали, чтобы передать донесение в Кандагар гелиографом, но Страттон был застрелен по пути. Бригады вскоре продолжили наступление, при этом бригада Бейкера теперь шла в авангарде. Они прошли примерно милю за траншеи, захваченные Макферсоном, и вышли к лагерю Аюб-хана, где все палатки стояли на своих местах. Здесь было обнаружено тело лейтенанта Маклейна, попавшего в плен при отступлении от Майванда 27 июля. В лагере было обнаружено большое количество продовольствия и вся афганская артиллерия. У пехоты не было сил преследовать противника, а кавалерия не успела вовремя прийти в долину Аграндаба, поэтому Робертс приказал дивизии вернуться в Кандагар.

## Последствия
Сразу после сражения у Робертса возникла проблема со снабжением своей армии, поскольку запасов провизии в Кандагаре едва хватало для гарнизона, а прилегающая местность была сильно опустошена. Ему пришлось рассредоточить армию по Кандагарской провинции. Одновременно он отправил отряд к Майванду, чтобы найти тех, кто мог пережить сражение. 15 сентября в Майванд прибыл отряд из двух бомбейских пехотных полков, 450-ти кавалеристов и одной батареи. Следуя по пути отступления Берроуза, они нашли и захоронили 144 тела. Были опознаны тела 8-ми британских офицеров и двух индийских. Отряд вернулся в Кокеран 23 сентября, при этом вернул одно гладкоствольное орудие, потерянное при отступлении от Майванда.
Ещё 10 сентября начался постепенный вывод Бенгальской дивизии в Индию, и 23 октября её последнее подразделение покинуло Кандагар. Между тем в Англии и в Индии шли споры о том, надо ли удерживать Кандагар под британским контролем или же стоит предоставить городу полную независимость. Этот вопрос был поднят ещё в апреле 1879 года, а точку в нём поставил меморандум лорда Нейпира 12 октября 1880 года. Решение правительства пришло в Индию 11 ноября; в нём было сказано, что перемещать линию фронтира не имеет смысла, что вторжение российской армии маловероятно, и по этой причине Англии следует быть защитником афганской независимости, а не разрушительницей таковой. Было решено вывести армию из Кандагара в конце зимы и об этом было сообщено Абдур-Рахману, который был недоволен этим решением, поскольку ещё не утвердил свою власть в Кабуле и нуждался в боеприпасах. 17 апреля 1881 года первая бригада кандагарского гарнизона покинула город, а 21 апреля британцы официально передали власть в городе в руки афганского губернатора. 4 мая британская армия вернулась в Кветту, и этим событием завершилась вторая англо-афганская война. Летом 1881 года Аюб-хан снова совершил бросок к Кандагару и захватил его, но был разбит армией Абдур-Рахмана 22 сентября. Он бежал в Индию, а в 1888 году сдался британскому правительству.
Майор 92-го полка горцев, Джордж Уайт, получил крест Виктории за то, что возглавил финальную атаку и захватил позицию противника с двумя орудиями. Награда была вручена 4 октября 1881 года в Шимле. Впоследствии он дослужился до звания фельдмаршала и одно время был главнокомандующим в Индии.
За свои заслуги по итогам многодневного марш-броска к осаждённому городу в крайне неблагоприятных условиях и победу в сражении при Кандагаре, командующий объединёнными английскими силами в этой операции генерал-лейтенант Фредерик Робертс получил благодарность британского парламента и 21 сентября 1880 года стал рыцарем большого креста ордена Бани (GCB) и кавалером-компаньоном ордена Индийской Империи (CIE) в том же 1880 году. 12 лет спустя, 23 февраля 1892 года, Фредерик Робертс был возведён в титул барона Кандагарского (англ. Baron Roberts of Kandahar).

### Потери
По оценкам Робертса, афганцы потеряли 1300 человек только убитыми. На поле боя было захоронено 600 человек. Британская армия потеряла 40 человек убитыми и 228 ранеными, всего 268 человек. Самые тяжёлые потери понёс 92-й полк горцев: 1 офицера и 10 рядовых убитыми и 9 офицеров и 62 рядовых ранеными. 72-й пехотный полк потерял 9 солдат убитыми и 22 ранеными. Примерно такие же потери (8 и 23) понёс 2-й гуркхский полк. Кроме этого, были убиты 16 лошадей и 7 мулов, а 17 лошадей и 5 мулов получили ранения.
По подсчётам Арчибальда Форбса суммарные потери Британской армии были немного ниже: 36 солдат и офицеров убитыми и 218 ранеными.

### Оценки
По мнению полковника Ханна британская пехота хорошо проявила себя в сражении, каждое соединение оказывало поддержку соседнему. Однако кавалерия не справилась с задачей, чем усложнила работу пехоте и дала афганцам возможность уйти. Генерал Вахан впоследствии утверждал, что причина неудачи крылась в концентрации кавалерии, которую бы стоило разделить на полки и присоединить к бригадам. Но Ханна полагал, что ошибка была более стратегической: кавалерию следовало заранее отправить в Кокеран, откуда она могла бы совершить бросок к переправам через Аграндаб и отрезать афганцам пути отступления. Правый берег Аграндаба был более удобен для кавалерийских операций, чем левый, и это было известно британским офицерам, но всё равно было принято решение направить кавалерию на левый берег, что дало возможность Аюб-хану уйти с регулярной армией и впоследствии создавать британцам некоторые проблемы.
Арчибальд Форбс обращал внимание на осторожность генерала Робертса: у него было достаточно сил для лобового штурма двух горных проходов, но он предпочёл атаку с фланга. Тем самым он одержал не такую впечатляющую победу, но спас жизни многих солдат.

### Статьи
- Brian Robson. MAIWAND, 27th July 1880 (англ.) // Journal of the Society for Army Historical Research. — Society for Army Historical Research, 1973. — Vol. 51. — P. 194—224.